# کنت ۲۸۳۴۶
سیارک ۲۸۳۴۶ (به انگلیسی: 28346 Kent، نامگذاری:1999FV19) بیست و هشت هزار و سیصد و چهل و ششمین سیارک کشف شده‌است که در ۱۹ مارس ۱۹۹۹ کشف شد.